# Michael Cutajar
Michael Cutajar (* 14. Februar 1971) ist ein ehemaliger maltesischer Fußballspieler.
Cutajar spielte für mehrere maltesische Vereine. Mit dem FC Birkirkara gelang ihm in der Saison 1999/2000 der größte Erfolg mit den Gewinn des Meistertitels der Maltese Premier League. Für die Nationalmannschaft Maltas bestritt er 8 Länderspiele.

## Erfolge
FC Birkirkara
- 1999/2000 Meister Maltese Premier League